# Бъфало Бил (филм, 1894)
„Бъфало Бил“ (на английски: Buffalo Bill) е американски късометражен ням филм от 1894 година, заснет от режисьора Уилям Кенеди Диксън в студиото Блек Мария при лабораториите на Томас Едисън в Ню Джърси. Това е първата поява на голям екран на емблематичния стрелец и шоумен от края на XIX и началото на XX век Уилям Коуди, по-известен с прякора си Бъфало Бил, организатор на „Шоуто на Бъфало Бил от Дивия запад“. Кадри от филма не са достигнали до наши дни и той се смята за изгубен.

## Сюжет
Фамозният армейски разузнавач Бъфало Бил представя пред камерата стрелба с пушка. Хубав филм за принципите в стрелбата с впечатляващи димни ефекти.

## В ролите
- Уилям Коуди като Бъфало Бил[3]

## Реализация
Филмът е бил показан пред публика на 18 юни 1896 година в „Театро до Принсипе Реал“ в Португалия. Не е известно обаче, дали това е първото му излъчване пред зрители.